# Gustine (California)
Gustine es una ciudad ubicada en el condado de Merced en el estado estadounidense de California. En el año 2006 tenía una población de 4.698 habitantes y una densidad poblacional de 1,145.9 personas por km².

## Geografía
Gustine se encuentra ubicada en las coordenadas 37°15′28″N 120°59′56″O / 37.25778, -120.99889. Según la Oficina del Censo, la ciudad tiene un área total de 4,1 km² (1,6 mi²), de la cual 4,1 km² (1,6 mi²) es tierra y 0 km² (0 mi²) (0.00%) es agua.

## Demografía
Según la Oficina del Censo en 2000 los ingresos medios por hogar en la localidad eran de $38,824, y los ingresos medios por familia eran $45,583. Los hombres tenían unos ingresos medios de $35,920 frente a los $22,149 para las mujeres. La renta per cápita para la localidad era de $16,821. Alrededor del 16.9% de la población estaban por debajo del umbral de pobreza.